# Dr. Jekyll och Mr. Hyde (film, 1931)
Dr. Jekyll och Mr. Hyde (engelska: Dr. Jekyll and Mr. Hyde) är en amerikansk skräckfilm från 1931 i regi av Rouben Mamoulian. Filmen är baserad på Robert Louis Stevensons roman Dr. Jekyll och Mr. Hyde från 1886. 

## Rollista i urval
- Fredric March - Dr. Henry Jekyll / Mr. Edward Hyde
- Miriam Hopkins - Ivy Pearson
- Rose Hobart - Muriel Carew
- Holmes Herbert - Dr. John Lanyon
- Halliwell Hobbes - Brigadier General Sir Danvers Carew
- Edgar Norton - Poole
- Tempe Pigott - mrs. Hawkins